# 이전동천
이전동천(履廛洞川)은 청계천으로 흘러드는 하천으로, 현재는 복개되었다. 준천사실에는 장수교급이전동수(長壽橋及履廛洞水)로 되어 있고, 한경지략과 동국여지비고에는 누락되어 있다. 두 갈래의 물길이 청계천과 을지로 사이에서 만나 합쳐져 이룬다. 이전동(履廛洞)은 신발[履]을 파는 가게[廛]가 있다는 데에서 붙은 지명으로, 이 하천이 흐르는 저동과 초동 일대에 있었다.

## 과거의 다리
조선 시대의 이전동천의 다리 목록이다.
- - : 수선전도에 표시만 되어 있어 이름은 알 수 없다.[2] 지금의 을지로를 건너는 다리였다.